# Nord bei Nordwest – Fette Ente mit Pilzen
Nord bei Nordwest – Fette Ente mit Pilzen ist ein deutscher Fernsehfilm aus dem Jahr 2025. Es handelt sich um die fünfundzwanzigste Folge der ARD-Kriminalfilmreihe Nord bei Nordwest mit Hinnerk Schönemann, Jana Klinge und Marleen Lohse in den Hauptrollen. Regie führte Steffi Doehlemann nach einem Drehbuch von Holger Karsten Schmidt.

## Handlung
Bei einem Verkehrsunfall stirbt eine chinesische Staatsbürgerin. Es gibt Hinweise darauf, dass sie verfolgt wurde. Eine Spur führt Hauke Jakobs ins „Mandarin“, das neu eröffnete asiatische Speiselokal mit Pension. Jule Christiansen, die indes zwei Dalmatiner vermisst, hat hier inkognito eingecheckt, um herauszufinden, was in diesem Restaurant alles auf die Speisekarte kommt. Im weiteren Verlauf der Handlung ist sie Hauke zwar nützlich, bringt sich aber auch in Lebensgefahr. Haukes Kollegin Hannah Wagner kommt zurück aus dem Urlaub und bringt einen Mann, Kevin Behmur, mit, der ihr einen Heiratsantrag gemacht hat. Sie möchte ihre Stelle als Polizistin in Schwanitz kündigen und hat nur noch zwei Tage abzuwickeln, bevor sie mit ihrem Traummann in ein gemeinsames Leben startet.
Im Verlauf stellt sich heraus, dass die Verunfallte eine Diplomatin war. Das wiederum ruft einen chinesischen Sonderermittler auf den Plan, den Hauke angeblich auf Weisung von ganz oben ermitteln lassen muss. Schließlich stellt sich heraus, dass das „Mandarin“ Tarnung für eine Whistleblowerin ist, die dort untergetaucht ist und von der chinesischen Polizei verfolgt wird.
Als sich die Lage zuspitzt, entscheidet sich Hannah Wagner gegen die Reise mit ihrem Verlobten und für Schwanitz. Sie kann dafür sorgen, dass die geflüchtete Whistleblowerin und ihre Helfer sicher vor Verfolgung bleiben.

## Hintergrund
Nord bei Nordwest – Fette Ente mit Pilzen wurde vom 15. November bis zum 13. Dezember 2023 auf Fehmarn, in Travemünde sowie in und um Hamburg gedreht.
Der Titel des Fernsehfilms bezieht sich auf die Tätowierung des tollpatschigen Kleinunternehmers Mehmet Ösker. Diese besteht aus chinesischen Schriftzeichen, die er sich auf den Unterarm stechen lassen hat in der Annahme, dass es „Lotosblume“ heißen würde. In Wirklichkeit bedeutet es aber nur „Fette Ente mit Pilzen“. Dieser Gag ist eine Hommage an einen gleichnamigen Cartoon des Zeichners Martin Perscheid.
Mit der fünfundzwanzigsten Folge feiert die Reihe ihr 10-jähriges Bestehen.

## Rezeption

### Einschaltquote
Die Erstausstrahlung von Nord bei Nordwest – Fette Ente mit Pilzen am 2. Januar 2025 im Ersten erreichte 7,68 Millionen Zuschauer und damit einen Marktanteil von 28,5 Prozent, in der Zielgruppe der 14- bis 49-Jährigen waren es 0,48 Millionen (Marktanteil 9,1 Prozent).

### Kritik
Rainer Tittelbach von tittelbach.tv gab auf seiner Seite 4,5 von 6 Sternen und schrieb: „Fette Ente mit Pilzen entpuppt sich als Agenten-Krimi mit Thriller-Momenten und besticht durch ebenso mysteriöse wie spannende Indoor-Szenen. Die chinesische Kultur wird in der 25. Episode der erfolgreichsten ARD-Donnerstagskrimi-Reihe Nord bei Nordwest (NDR, Degeto / triple pictures) nicht nur als audiovisueller Reiz für ein magisches Ambiente genutzt, auch die unmenschliche Realpolitik Chinas, die ethnischen Säuberungsaktionen, insbesondere die Verfolgung der Uiguren, hat Holger Karsten Schmidt geschickt in den Genre-Plot integriert. Und beziehungstechnisch? Obgleich sich Wagner im Urlaub verliebt und deshalb gekündigt hat, kommen sich Jacobs und sie näher als je zu vor. Außerdem gibt es Klasse-Dialoge, Glückskeks-Weisheiten und düster-knallig-bunte Giallo-Atmosphäre.“
Tilmann P. Gangloff schrieb auf www.film-rezensionen.de: „Etwas unerwartet ist dabei die politische Komponente des Films. Da geht es beispielsweise um die Vorurteile, die chinesische bzw. fernöstliche Menschen hierzulande erdulden müssen. Das wird aber mit Humor erledigt, weniger mit erhobenem Zeigefinger. Amüsant ist beispielsweise der sicherlich zutreffende Kommentar, dass man hierzulande in Restaurants nicht authentisch sein muss, weil die Leute sich eh nicht auskennen. Aber auch das Reich der Mitte wird erstaunlich offen an den Pranger gestellt, bei Nord bei Nordwest: Fette Ente mit Pilzen scheut man nicht davor zurück, die Schattenseiten anzusprechen. Das ist natürlich ein großer Spagat, den der Film wagt, gleiches gilt für den Mix aus Komik und Thrillerelementen.“